# Gnathopalystes taiwanensis
Gnathopalystes taiwanensis är en spindelart som beskrevs av Zhu och I-Min Tso 2006. Gnathopalystes taiwanensis ingår i släktet Gnathopalystes och familjen jättekrabbspindlar.
Artens utbredningsområde är Taiwan. Inga underarter finns listade i Catalogue of Life.